# Ліззі (фільм)
«Ліззі» (англ. Lizzie) — біографічна драма 2018 року про історію вбивств в родині Борденів у 1892 році, яка свого часу мала великий розголос у суспільстві. Світова прем'єра стрічки відбулась на кінофестивалі «Санденс».

## Сюжет
1892 рік, Фолл-Ривер. Ліззі Борден мешкає зі своїм деспотичним батьком Ендрю, старшою сестрою Еммою та мачухою Еббі. Одного дня в будинок прибуває ірландка Бріджит Салліван, працювати служницею. Увечері під час вистави Ліззі втрачає свідомість, після її відновлення жінка починає товаришувати з Бріджит.
Родині докучають листи з погрозами, які Ліззі пов'язує з нещодавньою операцією Ендрю з землею. Вона підслуховує розмову батька з братом померлої матері. Ендрю повідомляє, що залишить все майно дружині Еббі, а не донькам. Наступного дня молодша дочка викрадає коштовності та здає в ломбард. Речі повертають Бордену, розгнівавшись, він відрубує голови домашнім голубам Ліззі, яких Бріджит потім приготувала на обід.
Лист про смерть матері засмучує Бріджит. Того ж вечора Ліззі стає свідком сексуального злочину батька та служниці. Донька розкидає розбите дзеркало на сходах і тато ранить ноги. Стосунки між Бріджит та Ліззі з дружніх переросли в романтичні. Ендрю бачить ласки жінок в сараї. Він забороняє донці спілкуватися з прислугою. Тієї ж ночі Ліззі спалює заповіт батька. Наступного дня були знайдені тіла Ендрю та Еббі у власному будинку. Підозра одразу падає на Ліззі, сестра наполягає на її невинності. Борден офіційно звинувачують у вбивствах і проводять закрите судове засідання. У тюрму приходить Бріджит, яка просить не розмовляти з нею більше ніколи. Вона їде до Монтани.
Флешбек показує, що Ліззі та Бріджит вчиняють вбивства. Того ранку Ліззі заховалась у спальні Еббі, а Ендрю йде на ранкову прогулянку. Бріджит приносить Еббі телеграму. Еббі йде у свою кімнату, щоб підготуватися до від'їзду, Ліззі багаторазово ударяє сокирою по обличчю і голові мачухи. Бріджит бачить це. Коли Ендрю повертається, Бріджит нападає на Ендрю з сокирою, але вагається. Ліззі бере справу на себе: вбиває батька. Цією ж сокирою вона відрубує голубу голову та розмазує пташину кров. Потім вона спалює свою закривавлену сукню.
Ліззі Борден виправдовують у вбивствах. До кінця свого життя жінка жила на самоті в Фолл-Ривер. Після подій сестра Емма поїхала від неї. Після смерті своє майно Борден заповідала організації захисту тварин. Бріджит жила в Монтані та померла у 82 роки.

## У ролях
| Актор          | Роль              |
| -------------- | ----------------- |
| Хлоя Севіньї   | Ліззі Борден      |
| Крістен Стюарт | Бріджит Салліван  |
| Джей Хагалі    | Вільям Генрі Муді |
| Джеймі Шерідан | Ендрю Борден      |
| Фіона Шоу      | Еббі Борден       |
| Кім Діккенс    | Емма Борден       |
| Деніс О’Харе   | Джон Морзе        |

## Створення фільму

### Виробництво
Зйомки фільму проходили в Саванні, США з 14 листопада по 16 грудня 2016 року.

### Знімальна група
- Кінорежисер — Крейг Вілльям Макнейлл
- Сценарист — Брюс Касс
- Кінопродюсер — Наомі Деспрес, Хлоя Севіньї
- Композитор — Джефф Руссо
- Кінооператор — Ноа Грінберг
- Кіномонтаж — Еббі Жутковіч
- Художник-постановник — Елізабет Дж. Джонс
- Артдиректор — Ніколь ЛеБланк
- Художник-декоратор — Джеймс Едвард Феррелл мол.
- Художник-костюмер — Наталі О'Браєн
- Підбір акторів — Кейт Геллер, Джессіка Келлі[5]

## Сприйняття

### Критика
Фільм отримав змішані відгуки. На сайті Rotten Tomatoes оцінка стрічки становить 65 % на основі 134 відгуки від критиків (середня оцінка 5,8/10) і 56 % від глядачів із середньою оцінкою 3,4/5 (438 голосів). Фільму зарахований «стиглий помідор» від кінокритиків та «розсипаний попкорн» від глядачів, Internet Movie Database — 5,7/10 (3 190 голосів), Metacritic — 59/100 (32 відгуки критиків) і 6,0/10 (9 відгуків від глядачів).

### Номінації та нагороди
| Нагороди та номінації фільму «Ліззі» | Нагороди та номінації фільму «Ліззі» | Нагороди та номінації фільму «Ліззі» | Нагороди та номінації фільму «Ліззі» | Нагороди та номінації фільму «Ліззі» | Нагороди та номінації фільму «Ліззі» |
| Рік                                  | Кінофестиваль/кінопремія             | Категорія/нагорода                   | Номінант                             | Результат                            |                                      |
| ------------------------------------ | ------------------------------------ | ------------------------------------ | ------------------------------------ | ------------------------------------ | ------------------------------------ |
| 2018                                 | Санденс                              | Ґран-прі журі за драматичний фільм   | Крейг Вілльям Макнейлл               | Номінація                            |                                      |